# Alejandra Oraa
Alejandra Gabriela Gutiérrez Oraa (La Guaira, 9 de diciembre de 1987) es una periodista venezolana y presentadora de noticias en televisión. Trabajaba para CNN en Español en Atlanta, Georgia desde 2009 hasta su salida de la cadena de noticias en diciembre de 2024.

## Biografía
Es nativa de La Guaira, Venezuela. Alejandra se trasladó a Estados Unidos siendo una adolescente, debido a un evento catastrófico en su ciudad natal, conocida como la tragedia de Vargas. En 1999, el centro geográfico del estado La Guaira sufrió devastadoras inundaciones y deslizamientos de tierra, lo que provocó una gran pérdida de vidas y bienes, movimientos forzados de población, y la virtual desaparición de varios pueblos pequeños en el estado La Guaira.
Estudio en Saint Thomas University en Miami, Florida.

## Carrera
Alejandra Oraa presentaba el programa matutino de CNN en Español Café CNN, trasmitido desde Atlanta. También condujo Destinos, el programa que visita los rincones turísticos y tesoros históricos más populares del planeta, e Impulso latinoamericano, un dinámico programa de CNN en Español y CNN International que explora un país de la región en las áreas de cultura, negocios, turismo, deportes, tecnología e innovación, y desarrollo, para mostrar la realidad de una nueva América Latina que, a base de creatividad, talento y trabajo, se abre paso en la escena mundial.
Nominada en tres ocasiones como parte de Destinos y Café CNN, y ganadora del premio Emmy por este último en el 2016, Oraa tiene experiencia como productora y personalidad en cámara. A los veintitrés años de edad, se convirtió en la periodista más joven de noticias de CNN en Español y CNN en Inglés. Inició su carrera en televisión a los dieciocho años como reportera de espectáculos de TV Azteca en Miami. Además, trabajó con Fox Sports, en cobertura de eventos especiales, tales como el Super Bowl XLI.
En 2009, Oraa fue elegida para un nuevo estilo de programa matutino en una de las más populares estaciones de radio hispana en Miami: Romance 106.7 FM. Mientras trabajaba en la radio, a Oraa se la conocía como «la voz» de las numerosas campañas internacionales para HBO, Ford, McDonald's y Marshalls, entre otros.
Actualmente, Alejandra Oraa es embajadora de buena voluntad para América Latina y el Caribe para ONUSIDA y promueve el acercamiento completo a los derechos humanos relacionados con el VIH como parte del programa de salud para mujeres y jóvenes, así como en incrementar la concienciación y la comprensión de los problemas de desigualdad de género.
El 9 de diciembre del 2024, día que cumplía 37 años, anuncia su salida de la cadena de noticias, tras 15 años de permanencia, lo cual lo hizo al final del año, para emprender proyectos personales.

## Premios
Alejandra recibió en múltiples ocasiones el máximo galardón otorgado por la Academia Nacional de las Artes y las Ciencias de Televisión (NATAS) en los Estados Unidos: tiene siete premios Emmy nacionales: mejor programa matutino en español (2), mejor programa de entretenimiento en español (3), mejor presentadora en español (1), mejor breaking news en español (1; como equipo CNN en Español); todas por su trabajo en Café CNN, noticiero matutino que ella inauguró junto con Lucía Navarro y Carlos Montero, así como por su trabajo en Destinos (2015-2016, 2021-presente). También cuenta con un reconocimiento de NATAS.
En 2011 Alejandra, junto con el equipo de noticias matutino, recibió un George Foster Peabody Awards por su trabajo de reportaje durante la Primavera Árabe. Alejandra reportó la Primavera Árabe en vivo al igual que la muerte de Muammar Gadafi. Los premios Peabody son generalmente considerados como los más prestigiosos premios de honor y distinción en Estados Unidos a los logros dentro de los ámbitos de la emisión periodística.

## Embajadora de la ONU
En su papel como embajadora de buena voluntad de ONUSIDA, el trabajo de Alejandra se centrará en promover el conocimiento y la comprensión acerca de la relación entre las desigualdades de género y la vulnerabilidad al VIH, promoviendo un abordaje integral del VIH basado en los derechos humanos y en el marco de la agenda de salud de las mujeres y jóvenes. Es la única embajadora de buena voluntad de las Naciones Unidas para toda Iberoamérica y las Antillas.